# Прачинабархи
Прачинабархи, Прачинабарги, Прачинабари или Прачинавари (санскр. Prâcînabarhis = «кладущий жертвенную постилку на восток»), — в позднейшей индийской мифологии («Вишну-пурана») старший из десяти сыновей Гавирдханы (Havirdāna), сына Притху; мудрый и великий государь и патриарх, умноживший род людской.
Был женат на дочери океана Саварне, от которой имел десять сыновей Прачетас, ставших аскетами.